# Bolid
Bolid (grč. βολίς, genitiv βολίδος: hitalo, projektil), u astronomiji, je meteor velika sjaja (ponekad usporediva sa sjajem Mjeseca) koji izgleda kao vatrena kugla. Njegova pojava može biti popraćena pucketavim zvukom. Ponekad izgori u atmosferi, a ponekad njegovi dijelovi stignu do površine Zemlje (meteorit). Nakon opažanja bolida organiziraju se ekspedicije koje tragaju za meteoritom.
Bolid je veoma sjajan meteor, vatrena kugla kojoj sjaj prelazi -13. magnitudu, a javlja se često i uz pojavu elektrofonih zvukova. Kad tako veliki meteoroid uđe u Zemljinu atmosferu, velika je vjerojatnost da će doći i do pada meteorita, ako su čvrstoća, brzina i nagib meteoroida povoljni. Iza meteoroidskog tijela koje doživljava žestoku ablaciju ostaje taman trag (astroblem) sastavljen od staklastih tektita. Pojava takvog danjeg bolida, relativno je rijetka pojava, nakon kojih se organiziraju ekspedicije u traganju za meteoritom i mikrosferulama. Očevidi se šalju u međunarodni centar za praćenje vatrenih kugli: FIDAC (Fireball Data Center).
Iako se taj naziv veoma često koristi u hrvatskom jeziku, značenje mu je dvojako. U prvom izvornom (Kučerijanskom) slučaju je to izuzetno sjajna vatrena kugla (meteor) čiji je sjaj blizak sjaju od -13 magnitude. U drugom slučaju, prenesenom '70-tih godina iz češkog jezika, to je svaki meteor sjajniji od -4 magnitude.
Superbolid (eng. superbolide) je bolid koji doseže prividnu magnitudu od −17 ili višu, što je oko 100 puta svjetlije od punog mjeseca. Zadnji primjeri superbolida su superbolid kod Skrada u Hrvatskoj, meteorit iz Sutter's Milla u Kaliforniji, sulawesijski superbolid i čeljabinski meteor nad Rusijom te superbolid viđen iznad Hrvatske 2020. godine.

## Osnovni podaci
Meteoriti predstavljaju najiskonskiji materijal koji nam je na raspolaganju. Potječu iz vremena nastanka Sunčeva sustava. Ujedno su i prvi izvanzemaljski predmeti koje je čovjek dotakao, a da pritom nije bio toga svjestan. Stoljećima su predstavljali nedokučivu tajnu. Kako su bili nađeni na tlu poslije vrlo zapaženog prolaza kroz atmosferu, prozvani su "nebeskim kamenjem". Bile su postavljene hipoteze da su meteoriti proizvodi dalekih vulkanskih erupcija, ili da nastaju od kamenja nakon udara munje. Postojala je i hipoteza međuplanetarnog ishodišta. Podržavao ju je E. F. F. Chladni, koji je 1794. ustanovio sistemsku vezu između pojava bolida i nalazišta meteorita. Alois von Widmanstätten otkrio je 1808. da jetkana (nagrizana) površina prereza željeznog meteorita, koji je 1751. pao kod Hrašćine (Hrašćinski meteorit) u Hrvatskom zagorju, pokazuje vrlo svojstvene oblike kojih nema u željezu koje potječe iz Zemljine kore. Time je nađen način da se željezni meteoriti odrede i mnogo godina kasnije nakon pada. Danas se u muzejima čuva preko 7 000 meteorita s ukupno više od 500 tona težine. Među njima ima oko 1000 meteorita pokupljenih nakon pada pošto su bljeskom bili najavljeni. Ostali su slučajno nađeni. Zanimljivo je da je na Antarktici pokupljeno oko 5 000 primjeraka. Najveći nađeni kameni meteorit ima više od 1 tone (pao u Kini 1976.), a željezni 60 tona (Meteorit Hoba, Namibija).
Na putu kroz atmosferu, tijelo meteorita se zagrijava do 10 000 °C i drobi. Toplina ne utječe na materijal dublje od površine 1 - 2 mm, jer se prije rastali vanjski sloj nego što se toplina prenese u sredinu meteorita. Vanjski sloj se rasprskava i isparava. Oni kameni meteoriti koji se pokupe ubrzo nakon pada pokazuju staklastu, ocakljenu koru, a koru od željeznog oksida u obliku skrutnutih kapi ako su željezni. Zbog čeonog otpora zraka, meteorit se većinom usporava i stiže na tlo u slobodnom padu. To je razlog zašto pri njihovu prizemljenju često nema eksplozivne pojave. Meteorit se znade zabiti u dubinu od nekoliko metara, no katkada oštećenje tla jedva da se i vidi. Veća tijela u atmosferi bitno se ne usporavaju, pa pustoše površinu i stvaraju kratere. I Zemlja je posijana udarnim kraterima kao i ostala nebeska tijela, no krateri su maskirani i preoblikovani naknadnim geološkim procesima. Zamijećeni ostaci kratera nazivaju se astroblemi (grč. zvjezdane rane).

## Vanjske poveznice
|  | Zajednički poslužitelj ima još gradiva o temi Bolid |